# SL北びわこ号
SL北びわこ号（SLきたびわこごう）は、かつて西日本旅客鉄道（JR西日本）が北陸本線米原駅 - 木ノ本駅間で運行していた、蒸気機関車(SL) 牽引による臨時列車である。

## 概要
滋賀県湖北地域の観光振興とSLの動態保存運転を目的とした列車で、1995年（平成7年）8月19日に運行を開始した。運行開始から2010年（平成22年）までの乗車人数は25万人にのぼり、米原市の弁当屋「井筒屋」で記念弁当も発売された。

## 運行概況
2月・10月および11月の日曜日や祝日、ゴールデンウイークなどに運行されていた。なお、運行時季によってヘッドマークのデザインが変更されていた。
運行開始当初から1997年（平成9年）11月24日までは米原 - 木ノ本間を2往復または、3・4号のみの1往復運行をしていたが、1998年（平成10年）5月3日から2003年（平成15年）8月までは下り米原発木ノ本行きが2本、上り木ノ本発米原行きが1本の運行となっていた。同年11月8日より下り列車のみ2本運行となった。なお、2018年（平成30年）のD51 200投入の影響により、3号は廃止され、下り1号のみの運行となることが発表された。
木ノ本駅構内に転車台がないため、上下列車が運行されていた当時は、上り列車はSLが同駅構内で機回しを行い、逆機で客車を牽引していた。しかし、最高速度が45 km/h（正方向時は75 km/h）に制限され、定期列車の本数の多い北陸本線ではダイヤ上の制約が大きく、定期列車への影響が出やすいために、2003年（平成15年）11月8日からは機回しを行わず、宮原総合運転所（現・網干総合車両所宮原支所）所属のDD51形ディーゼル機関車を米原方に連結し、SLを木ノ本方に連結した状態で米原駅へ回送する運行形態に変更した。2007年（平成19年）10月21日からは下関車両管理室（現・下関総合車両所運用検修センター）所属のEF65形電気機関車を使用して回送している。また、2016年（平成28年）度の春季運行初日である5月8日には、「トワイライトエクスプレス」色のEF65 1124が回送で牽引した。
1996年8月23日には団体列車としてC56 160が復路のみではあるが、わくわく団らん5両をSL北びわこ号のヘッドマーク付きで牽引した。
因みに2005～2006年頃には寝台特急を牽引したEF66形電気機関車の間合い運用としてSL北びわこ用12系客車3～5両の牽引をする事もあった。
2020年（令和2年）に、新型コロナウィルス感染症感染拡大の影響により運行休止が発表され、翌2021年（令和3年）5月21日には、使用している客車の換気能力不足および客車そのものの老朽化を理由に、列車自体の運行終了が発表された。2019年（令和元年）11月10日が事実上の最終運行日となった。
2021年（令和3年）9月30日から10月5日まで、京都鉄道博物館のSLスチーム号を利用し、C56 160が牽引する「SL北びわこ号」のラストランが行われた。このうち10月3日は、2020年（令和2年）の運行開始25周年の記念事業として企画されていた地元小学生らによる、3種類の公募ヘッドマークを取り付けて運行。

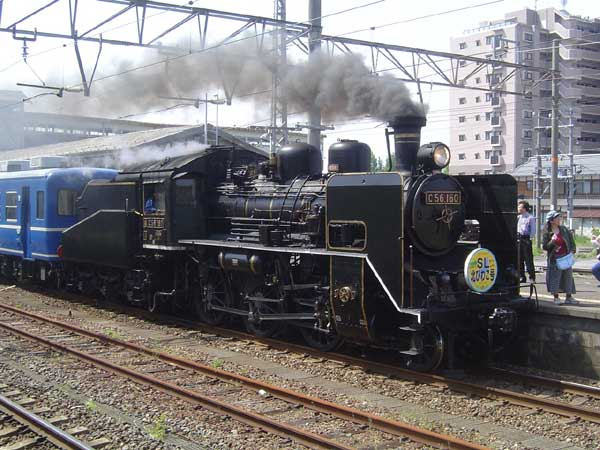
長浜駅に停車中のSL北びわこ号
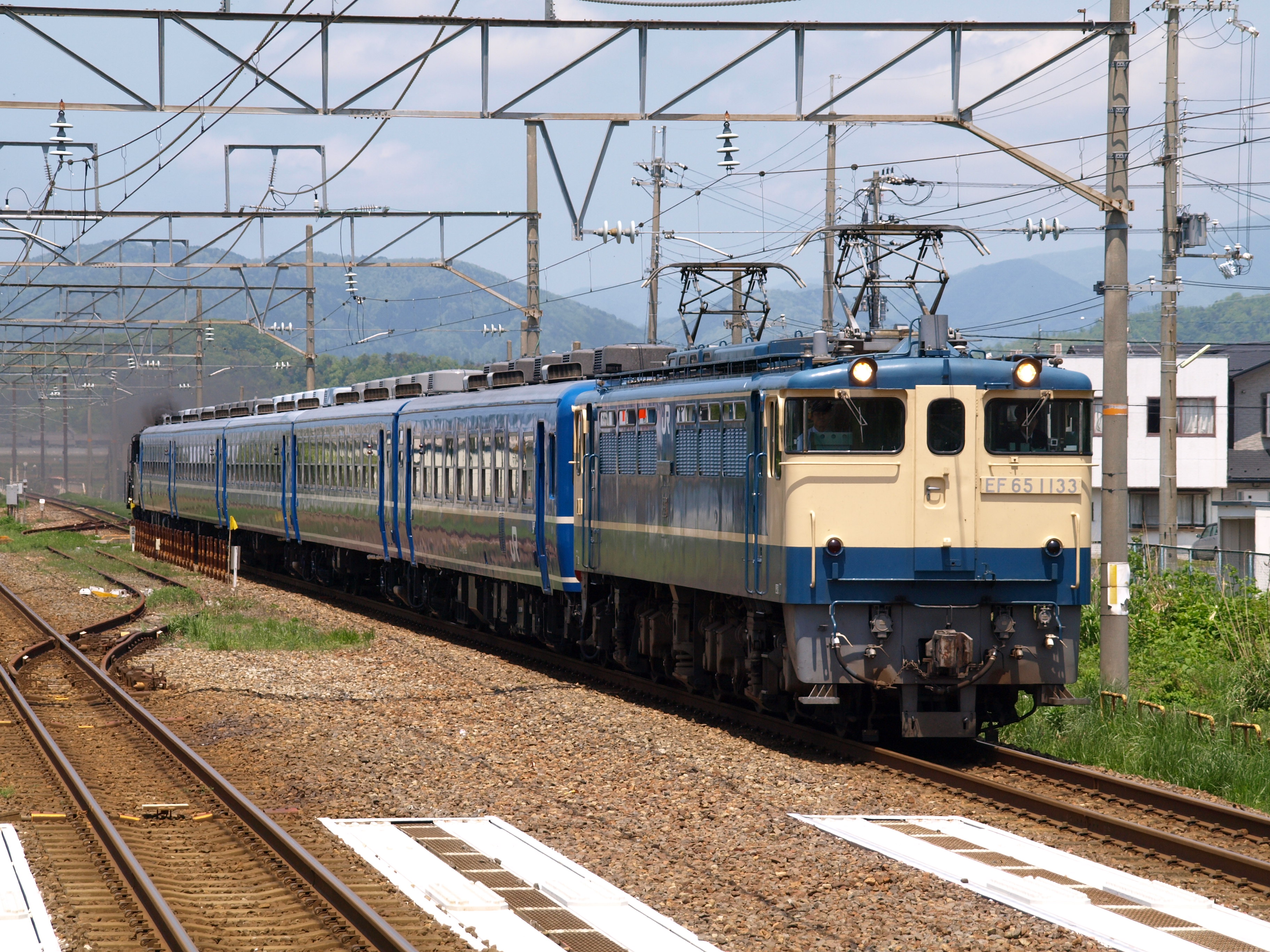
木ノ本駅から米原駅へ回送するSL北びわこ号
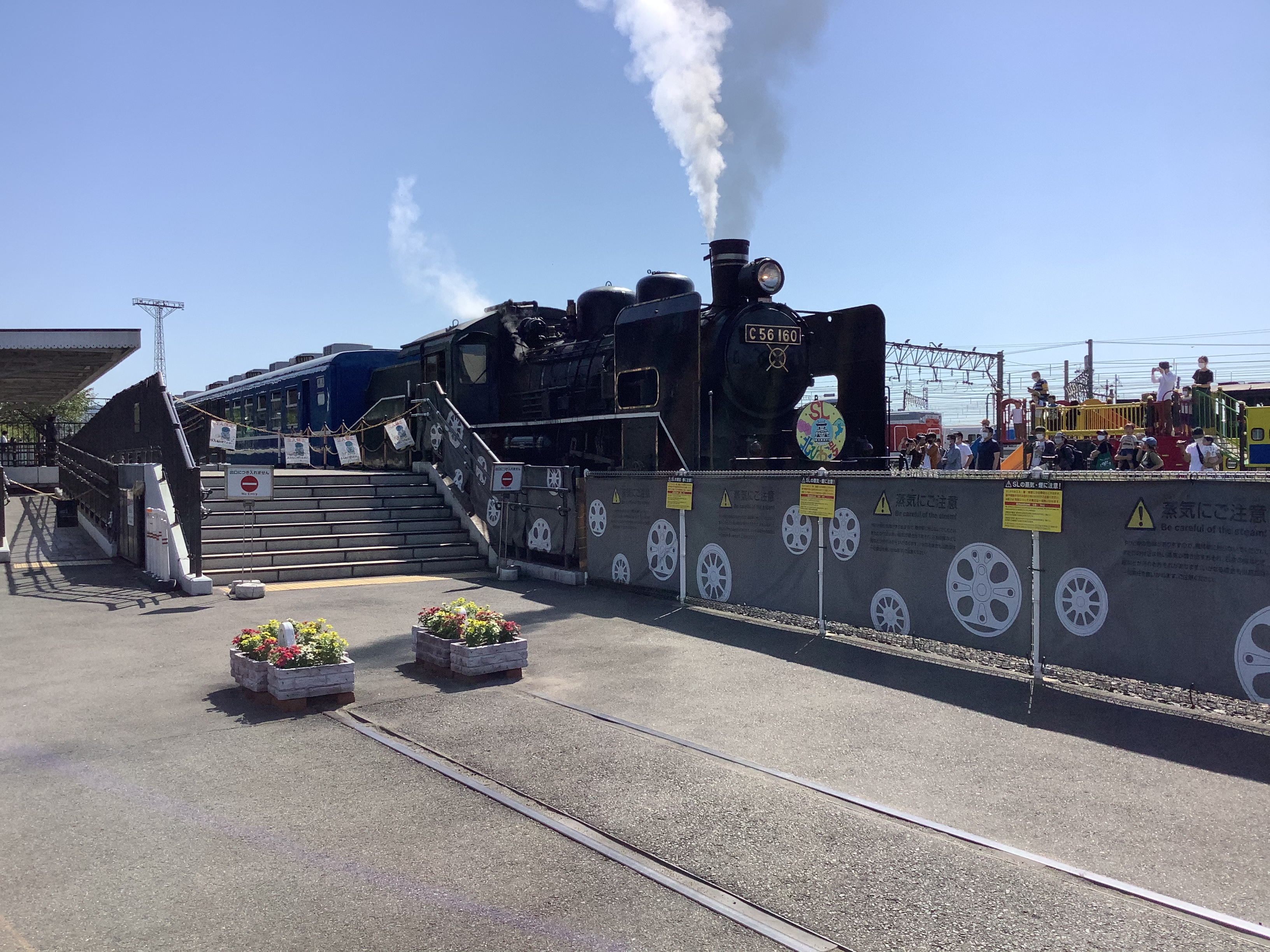
京都鉄道博物館で再現されたSL北びわこ号

### 停車駅
米原駅 - 長浜駅 - 虎姫駅 - 河毛駅 - 高月駅 - 木ノ本駅
※ 運行開始当初は、坂田駅および田村駅にも停車していた。

## 使用車両
通常、牽引機関車には梅小路運転区所属のC56 160が使用されたが、同機が検査や故障などのために使用不可能だった場合、冬季運行の3月初旬に運行がある場合には、同じ梅小路運転区所属で「SLやまぐち号」を牽引するC57 1が牽引することがあった。なお、C57 1は1996年（平成8年）1月27日に本列車の牽引を開始した。かつて、1996年（平成8年）・1997年（平成9年）・1998年（平成10年）の冬季運行時期にこの2両で重連運転されたこともあった。また、C57 1牽引での2015年（平成27年）2月17日の試運転中に不都合が生じ運行が危ぶまれていたが、修理完了により同年3月1日に運行されたこともある。C56 160による牽引は、2018年（平成30年）5月27日をもって終了した。同年夏以降はD51 200による牽引に変更される予定だったが、平成30年7月豪雨などの影響により、同月15日以降同年内の運行はすべてC57 1による牽引に変更された。2019年（平成31年）3月10日にD51 200による牽引が開始された。
客車は、網干総合車両所宮原支所所属の12系客車が使用され、運用開始当初は各号車の車端部に多種多様なロゴマークを添付(後に撤去)していた他、C56160+C571による重連運用時は客車を8両に増結して運用されていた。
その後編成が12系100番台5両に統一（2010年〈平成22年〉3月13日付で京都総合運転所〈現・吹田総合車両所京都支所〉から転属）列車廃止まで運用された。かつてSLやまぐち号で使用されていた「レトロ客車」と異なり、オリジナル仕様の12系客車である。全車座席指定席となっている。